# Dasypogon nigriventris
Dasypogon nigriventris är en tvåvingeart som beskrevs av Dufour 1833. Dasypogon nigriventris ingår i släktet Dasypogon och familjen rovflugor. Inga underarter finns listade i Catalogue of Life.